# Andigena laminirostris
Andigena laminirostris sau tucanul de munte cu cioc plat este o specie de pasăre din familia Ramphastidae. Este originară de pe versantul vestic al Ecuadorului și din sudul extrem al Columbiei, unde trăiește în pădurile montane umede de mare altitudine din Anzi.

## Descriere
Tucanul de munte cu cioc plat are o lungime cuprinsă între 42 și 53 de centimetri, cu un cioc relativ ușor, lung de până la 10 centimetri. Masculul cântărește în medie aproximativ 314 grame, iar femela aproximativ 303 grame. Este o pasăre zigodactilă, cu două degete îndreptate înainte și două îndreptate înapoi. Partea superioară a aripilor este de culoare aurie măslinie, iar partea inferioară este de culoare albastru aprins cu pete laterale. Fața are pete galbene și galben-verzui, iar irisul este roșu. 
Tucanii de munte cu cioc plat au un cioc mare comprimat lateral, a cărui jumătate din față este neagră, iar cea din spate este în mare parte roșie, cu o placă galbenă ridicată pe mandibula superioară, o caracteristică unică pentru care pasărea a fost denumită în acest fel.

## Galerie

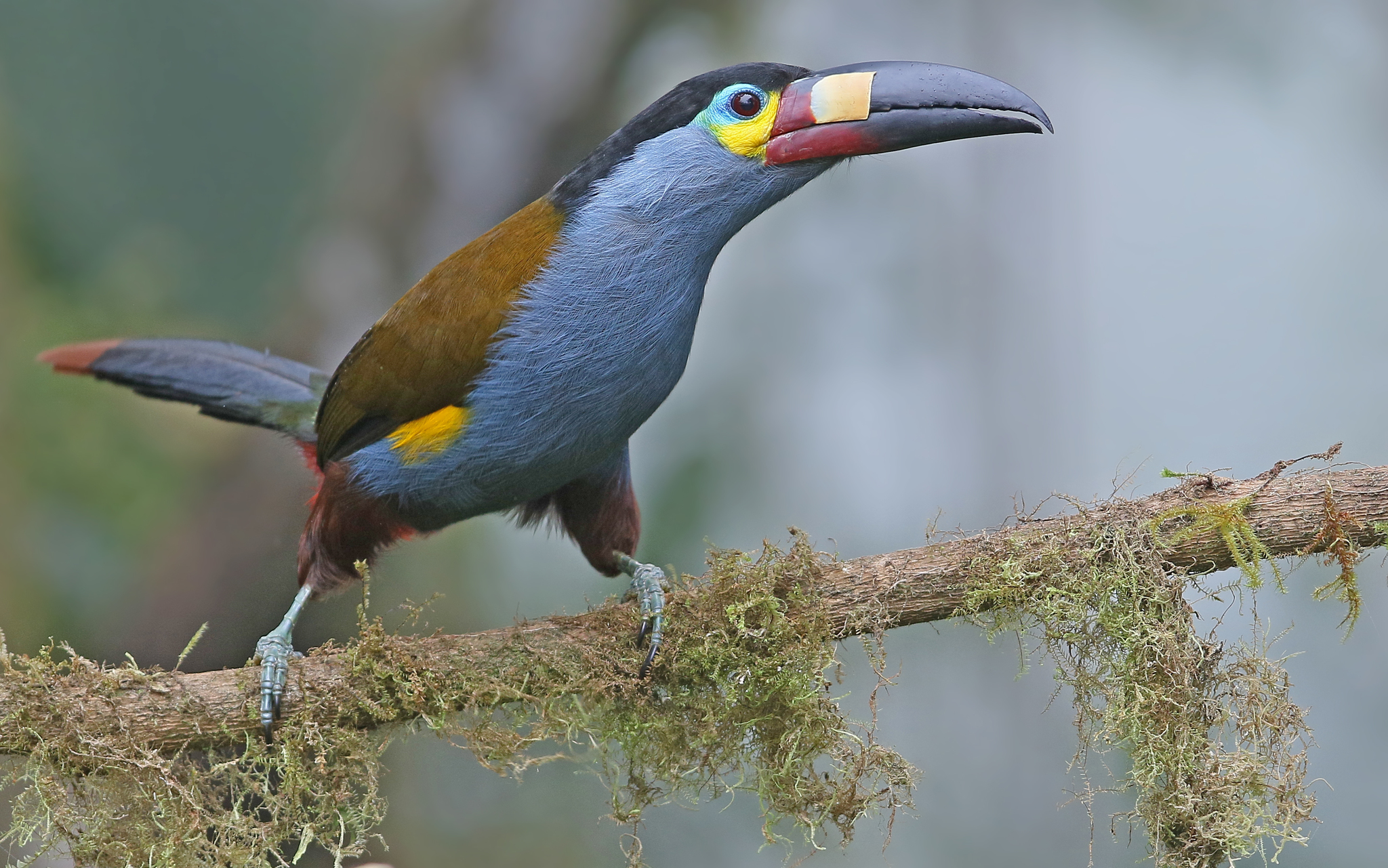
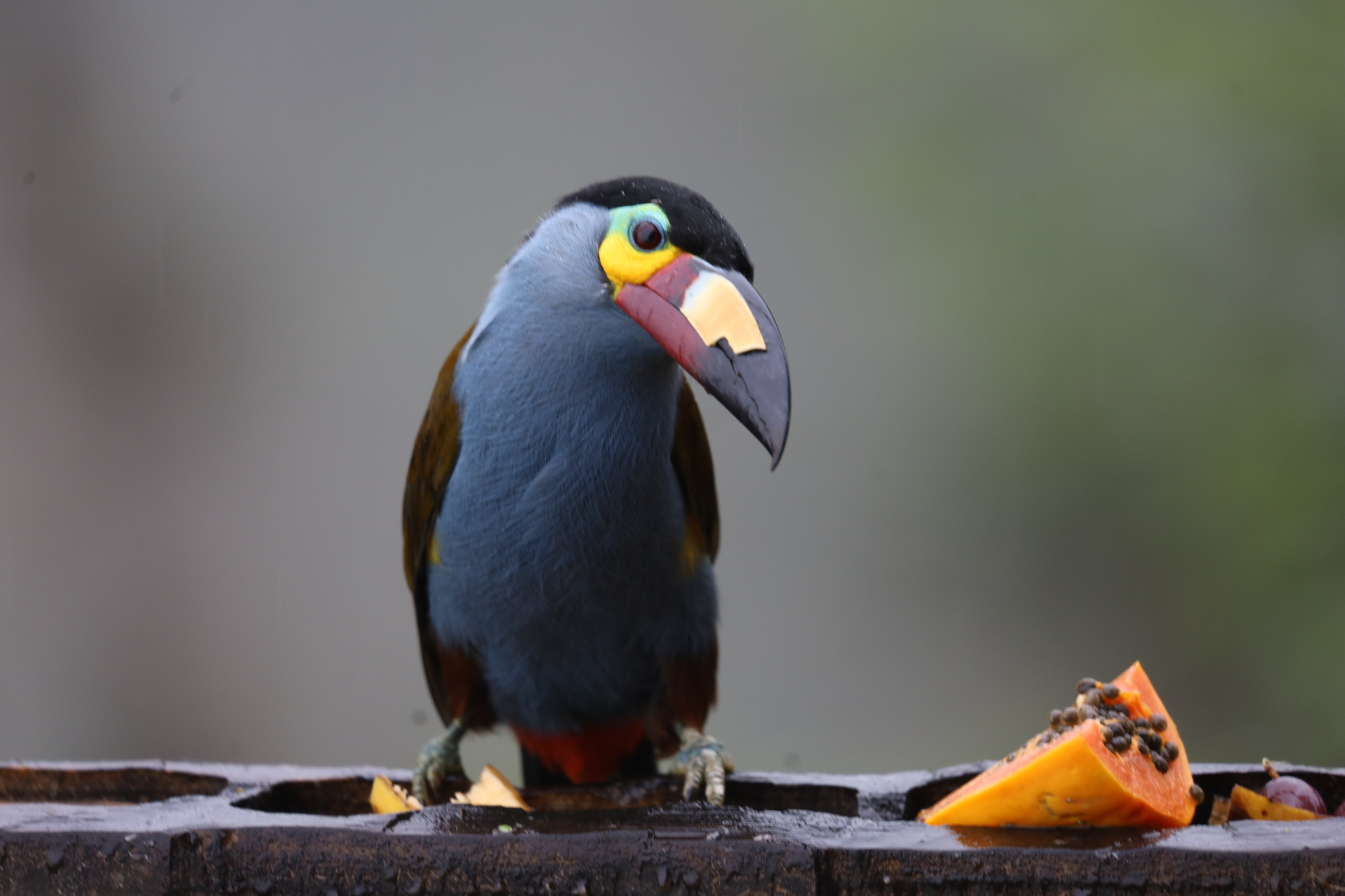
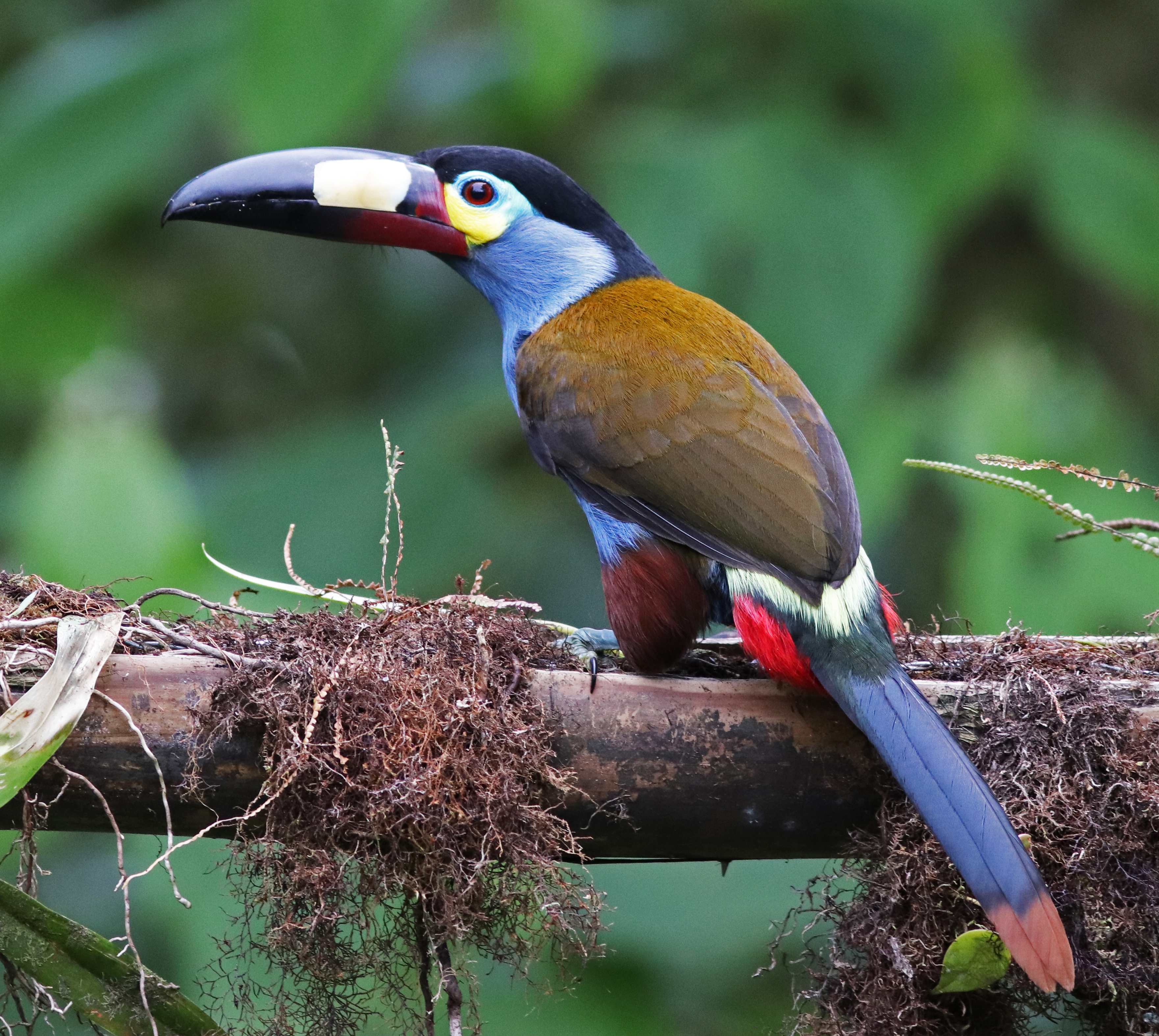